# Oriflamme (1908)
Oriflamme – francuski niszczyciel z okresu I wojny światowej. Jednostka typu Branlebas. Okręt wyposażony w dwa kotły parowe opalane węglem. 23 sierpnia 1915 roku razem z bliźniaczym kontrtorpedowcem "Branlebas" zatopił u wybrzeży Flandrii niemiecki torpedowiec "A 15". Niszczyciel przetrwał wojnę. Został skreślony z listy floty 27 maja 1921 roku.